# Grabownica (Krośnice)
Pour les articles homonymes, voir Grabownica.
Grabownica est une localité polonaise de la gmina de Krośnice, située dans le powiat de Milicz en voïvodie de Basse-Silésie.

## Démographie
Selon une étude de 2006, la localité contiendrait 206 habitants.